# Prhinje (Republika Serbska)
Prhinje (cyr. Прхиње) – wieś w Bośni i Hercegowinie, w Republice Serbskiej, w mieście Trebinje. W 2013 roku liczyła 38 mieszkańców.